# Der Doppelmord in der Rue Morgue

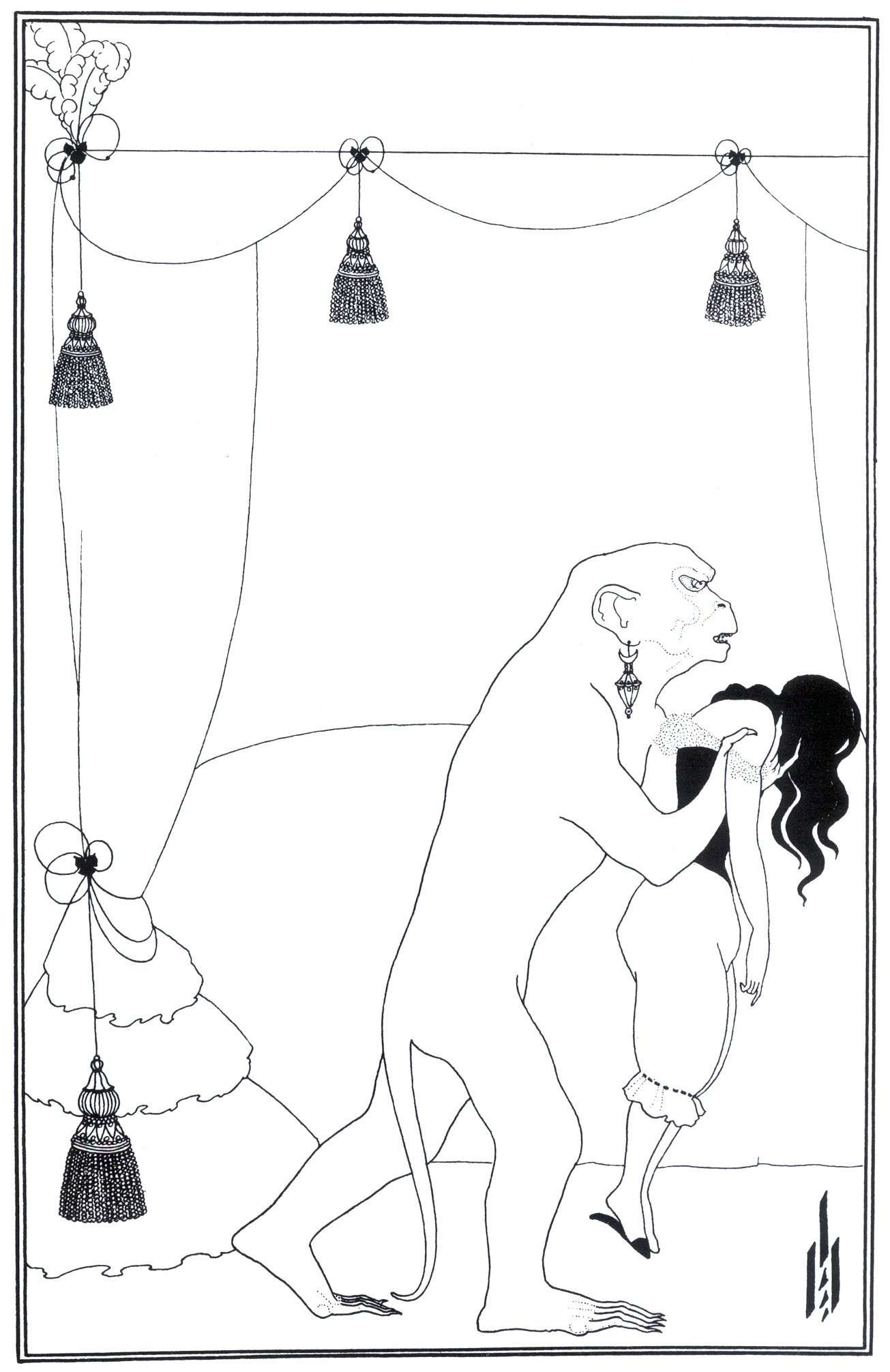
Illustration von Aubrey Beardsley, 1894

Der Doppelmord in der Rue Morgue (auch: Die Morde in der Rue Morgue; englisch The Murders in the Rue Morgue [ry: mɔrg]) ist eine Kurzgeschichte des amerikanischen Schriftstellers Edgar Allan Poe, die erstmals im April 1841 in der Zeitschrift Graham’s Magazine erschien. Sie ist die erste von drei Kurzgeschichten, die sich um den deduktiv analysierenden Detektiv C. Auguste Dupin drehen.

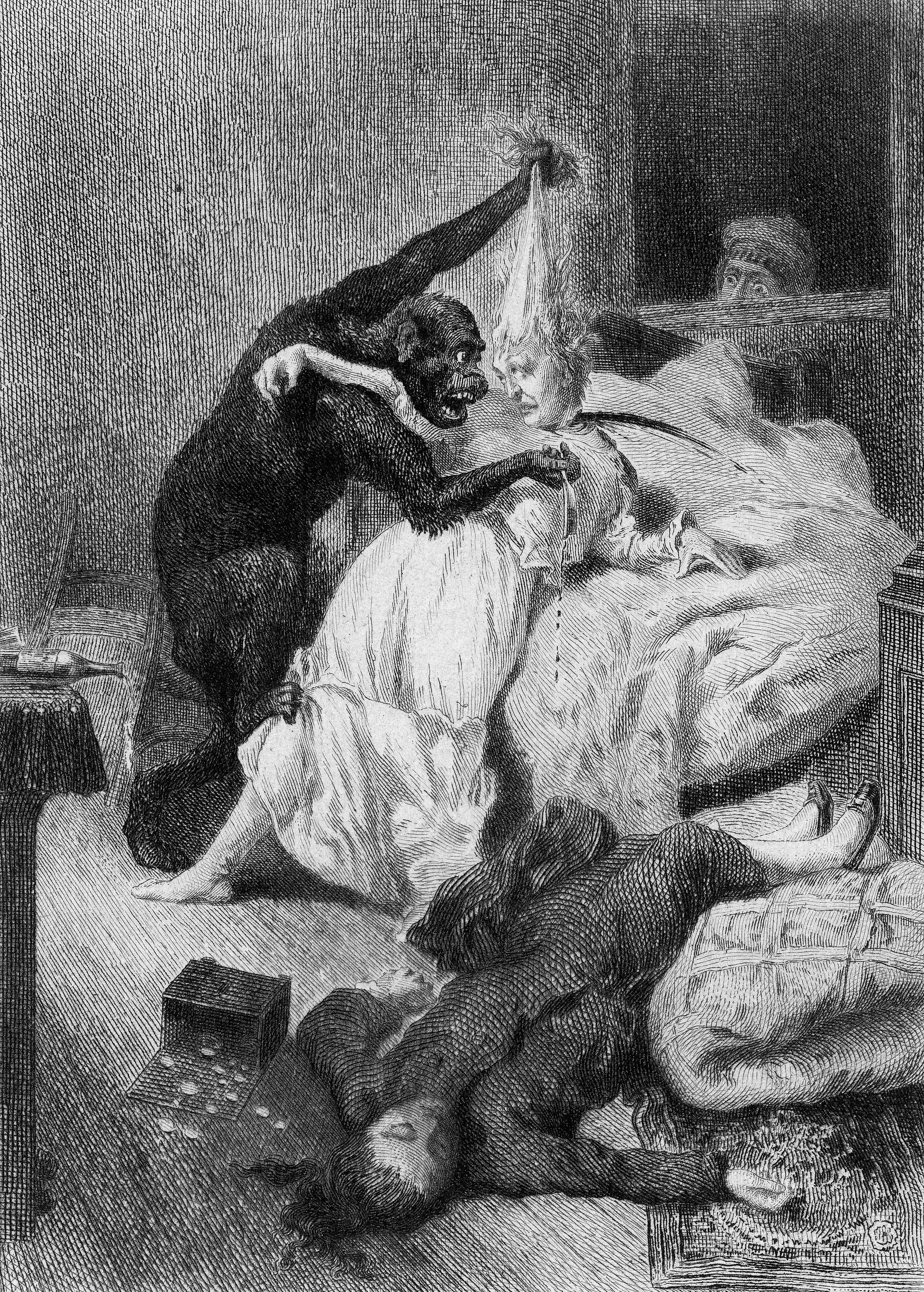
Illustration des Doppelmordes in der Rue Morgue von Daniel Urrabieta y Vierge, 1870

## Inhalt
Zusammen mit seinem Partner untersucht C. Auguste Dupin unerklärliche Morde an der Pariserin Madame L‘Espanaye und ihrer Tochter Camille. Diese wurden im vierten Stockwerk ihres ansonsten leerstehenden Hauses auf bestialische Weise ermordet. Doch der Fall ist zunächst nicht aufklärbar. Alle Türen und Fenster zum Raum sind von innen verriegelt, und daher ist es der Polizei ein Rätsel, wie der oder die Mörder vom Tatort flüchten konnten. Doch Dupin untersucht den Fall selbst, und dank seines brillanten analytischen Verstandes kann er der Sache auf den Grund gehen und feststellen, wem die Morde zuzuschreiben sind: Der Mörder der Pariser Frauen ist ein Orang-Utan, der seinem Halter, einem Seemann, entkommen war. Das Tier hatte seinen Besitzer stets beim Rasieren beobachtet; nachdem es aus seinem Käfig entflohen war, flüchtete es in das von den Frauen bewohnte Haus und tötete eine der Bewohnerinnen beim Nachahmen des Rasiervorgangs mit einem Rasiermesser. Die andere wurde auf brutale Weise von ihm erwürgt und kopfüber in den Kamin geschoben. Anschließend flüchtete der Affe durch ein Schiebefenster, das nur scheinbar mit einem (inzwischen durchgebrochenen) Nagel am Fensterrahmen befestigt war.

## Interpretationsansatz
Der eigentlichen Erzählung werden in der ungekürzten Fassung ein Motto Sir Thomas Brownes über „verblüffende Fragen, deren Lösung jedoch nicht außerhalb des Bereichs der Möglichkeit liegt“ („puzzling questions, are not beyond all conjecture“) und eine daran anschließende theoretische Abhandlung über die Erkenntnisfähigkeit des menschlichen Geistes vorangestellt. In diesem traktathaften Essay, dessen Stil den Eindruck von Wissenschaftlichkeit erzeugen soll, wird die mögliche Perfektionierung der menschlichen Geistesfähigkeiten und deren Anwendung in genauer Beobachtung und logisch-analytischer Kombination behauptet. Mit Hilfe von praktischen Beispielen versucht der anonym bleibende Ich-Erzähler danach die Richtigkeit der theoretischen Überlegungen zu beweisen. Nach diesem Vorspann lenkt der Ich-Erzähler die Aufmerksamkeit auf die Gestalt des verarmten Adligen C. Auguste Dupin, der aus seiner Sicht die zuvor thematisierten analytischen Fähigkeiten des menschlichen Geistes in vollkommener Weise verkörpert, und illustriert dessen außergewöhnliche Verstandeskraft, sein psychologisches Einfühlungsvermögen und seine Fähigkeit zum Gedankenlesen mit der Schilderung einer besonderen Episode.
Die Erzählung an sich nimmt ihren Anfang mit den Zeitungsberichten über einen grauenhaften Mordfall, ohne dabei das Grausige des Verbrechens im Gegensatz zu den Schauergeschichten („gothic tales“) direkt darzustellen. Nach einer dramatischen Steigerung der Handlungsspannung wird der zunächst unlösbar erscheinende Fall mit einer Erklärung des Unerklärlichen durch den alle überragenden Detektiv Dupin aufgelöst; der menschliche Geist siegt somit über das Irrationale.
Poes eigenen literaturtheoretischen Vorstellungen über die Kurzgeschichte entsprechend erweist sich auch diese Erzählung als vom Ende her konstruiert; die Spannung und der von Poe postulierte single effect können nur erreicht werden, indem die einzelnen Konstruktionselemente der Geschichte gezielt im Hinblick auf das Ende ausgewählt und kunstvoll verschachtelt werden. Die zeitliche Datierung bleibt unscharf; allerdings suggerieren häufige Verweise auf Pariser Tageszeitungen, Straßennamen oder französische Ausdrücke den Anschein von Realität. Das in den verschiedenen Zeitungsberichten dokumentierte Verbrechen erscheint anfangs als äußerst mysteriös und nicht auflösbar. Der Protagonist Dupin ist aus ambivalenten Motiven an dem rätselhaften Fall interessiert: Einerseits bereitet dessen Aufklärung ihm ein intellektuelles Vergnügen („amusement“) und verschafft ihm die Möglichkeit, seine besonderen Geistesfähigkeiten zu demonstrieren. Andererseits lässt er eine gewisse menschliche Anteilnahme erkennen, da er seinem Bekannten Le Bon helfen möchte, der verdächtigt wird, die Tat begangen zu haben.
Das zugrundeliegende Verbrechen wurde in einem verschlossenen Raum verübt, der in Poes Erzählung modellhaft zu einem Kernelement der Rätselstruktur des Falles wird. Der Erzähler begleitet Dupin bei der Tatortbesichtigung; allerdings werden alle Beobachtungen, die Dupin dabei macht, dem Leser gegenüber zunächst verheimlicht. Dieser erfährt erst bei der überraschenden Aufklärung des Falles am Ende der Erzählung, dass Dupin eine Möglichkeit entdeckt hat, ein Fenster zu öffnen. Wie der Leser erst im Schlussteil erkennen kann, hat Dupin den Fall bereits bei der anfänglichen Tatortbesichtigung unmittelbar gelöst.
Vor Dupins längerem Monolog am Ende der Erzählung, in dem er den Fall intellektuell auflöst, wird zusätzliche dramatische Spannung dadurch aufgebaut, dass der Detektiv zusammen mit dem Erzähler einen geheimnisvollen Besucher erwartet. Das Erscheinen des Seemannes, den Dupin durch seine Zeitungsannonce gefunden hat, bringt nicht nur ein zusätzliches Spannungsmoment; gleichzeitig trägt der Bericht des Seemannes, den der Erzähler zusammenfasst, dazu bei, die analytischen Gedankengänge des Detektivs zu bestätigen. Das Deduzieren und Ausschließen von Möglichkeiten in der intellektuellen Auflösung des Falles wird von Poe primär nicht als Gedankenspiel, sondern überwiegend als Erzählung dargeboten, die die Fakten im Hinblick auf die schließliche Lösung anordnet. Diese Struktur der Handlung mit dem Vorenthalten der Lösung durch den Detektiv und der nachträglichen Erklärung stellt nicht nur ein prototypisches Muster der weiteren Dupin-Geschichten Poes dar, sondern ist darüber hinaus modellbildend für nahezu alle klassischen Detektivgeschichten. Die Wahrheit der Geschichte bedeutet demgemäß letztlich nur noch eine Faktenrichtigkeit, die allein in der fiktiven Erzählung, nicht aber in der Realität stimmig ist.
Poe ordnet konsequent alle Ereignisse dem single effect unter; auf die vorgegebene Lösung im Sinne seiner Theorie von der unity of effect wird von vornherein durch verschiedene „Erzähltricks“ hingearbeitet. Daher hat der Leser auch keine wirkliche Möglichkeit zum intellektuellen Mitraten. Poes single effect, der durch den Höhepunkt der Geschichte im Dénouement erreicht wird, liegt in der suggestiven Überredung des Lesers, dass der Mensch seine geistigen Fähigkeiten perfektionieren kann und dadurch befähigt wird, anscheinend unlösbare Probleme zu lösen.
Weiter verstärkt wird diese Suggestion durch eine Übereinstimmung von Erzählzeit und erzählter Zeit in dem Monolog Dupins, während sich zuvor in dem Bericht des Ich-Erzählers eine Zeitraffung mit einer Zeitdehnung im Dialog abwechseln. Gleichzeitig wird in dem Schlussteil die Erzählperspektive Dupins übernommen, um erzähltechnisch seine Person und seine Fähigkeiten in den Vordergrund zu rücken.
In der Ausgestaltung der Figur des Amateurdetektivs Dupin zeigt sich deutlich Poes Rücksichtnahme auf den Geschmack und die latenten Interessen seines zeitgenössischen Lesepublikums. Trotz der damaligen Propagierung des Franklinschen Arbeitsethos hatten die Leser der amerikanischen Magazine ihre versteckte Bewunderung für die europäische Aristokratie noch nicht völlig verloren; allerdings glaubte Poe, der selber die Massen verachtete und sich als Aristokrat empfand, seinem Publikum nur einen verarmten Adligen zumuten zu können, der zwar seine feudale politische Macht verloren hat, aber dessen ungeachtet immer noch sein aristokratisches „Wesen“ und seine exzentrische Lebensführung bewahrt. Als französischer Adliger kam er weiterhin dem amerikanischen Idealbild vom französischen Aufklärungsgeist entgegen.
Sein Vorname Auguste (= der Erhabene) betont seine herausragende Stellung ebenso wie die detaillierte, überzeichnete Beschreibung seiner sozialen Stellung („excellent, illustrious“); Poes Charakterzeichnung macht ihn zu einem heldenhaften Vorbild, das wie in Emersons The American Scholar oder zahlreichen volkstümlichen Erzählungen über die Pioniere des Westens als nachstrebenswertes Ideal gelten kann.
Dupins Persönlichkeit erfährt in der Erzählung allerdings keine weitere Entwicklung; er wird von Poe als Typus auf seine intellektuelle Tätigkeit reduziert, die durch seine Exzentrizität („bizarrerie“) umso stärker hervorgehoben wird. Auch finden sich in seiner Beschreibung keine weiteren bildhaften Details, wie sie für spätere Detektivgestalten in der Nachfolge Poes typisch werden, etwa Holmes’ Pfeife und Mütze oder der Regenschirm von Father Brown.
Die Beschreibung Dupins und die Schilderung der Ereignisse erfolgt aus der Perspektive des Ich-Erzählers, der als erlebendes Ich an der Welt der fiktiven Wirklichkeit teilnimmt und sie als erzählendes Ich reflektiert. Als Figur bleibt der Erzähler anonym und wird kaum in greifbarer Form charakterisiert, übernimmt in Poes Geschichte jedoch eine mehrfache Funktion. Als berichtender Augenzeuge sorgt er zum einen für eine Verifizierung von These und Erzählung, zum anderen nimmt er innerhalb der Geschichte als „dramatisches Publikum“ die Reaktionen der Leser vorweg, um dem Leser so die Bewunderung Dupins zu suggerieren. Als Folie für Dupin lässt seine eigene Hilflosigkeit gegenüber dessen Gedankengängen oder -ketten den Protagonisten in noch strahlenderem Lichte erscheinen. Darüber hinaus übernimmt er eine Vermittlerrolle zwischen Leser und Detektiv und schafft für Dupin eine Möglichkeit, seine Überlegungen erzählend zu demonstrieren. Poe verwendet diese besondere Erzählsituation, die zum klassischen Muster vieler nachfolgender Detektivgeschichten wird, nicht nur in seinen weiteren Dupin-Geschichten, sondern ebenfalls in The Gold Bug, wo der Ich-Erzähler in gleicher Weise als Freund und Bewunderer einer außergewöhnlichen Hauptfigur auftritt.
Auch in den erzähltechnischen Details erweist sich The Murders in the Rue Morgue als sorgfältig und präzise konstruiert. Die vielschichtigen, teilweise eklektisch zusammengetragenen Erzähl- und Stilelemente sind durchgängig nach Poes eigenen poetologischen Forderungen auf die unity of effect hin ausgerichtet. Neben Elementen des literarischen Rätsels, der Philosophengeschichte (beispielsweise Voltaires Zadig), der gothic novel, des Abenteuerromans und des philosophischen Essays finden sich ferner Momente der Erbauungsgeschichte und der Predigt. Mit ihrer Kunstfertigkeit suggeriert die Erzählung nicht nur einen Glauben an die Fähigkeiten des menschlichen Verstandes, sondern spricht ebenso das Sensationsbedürfnis und Schaudern der Leser an, das dann durch den Anschein logischer Deduktion wieder unterdrückt wird. Derart wird am Ende für den Leser wiederum die Fiktion einer heilen Welt hergestellt; in Poes Erzählung sind in dieser Hinsicht nicht nur die Grundlagen der späteren Detektivliteratur, sondern auch der escape literature vorgeprägt.

## Entstehungsgeschichte

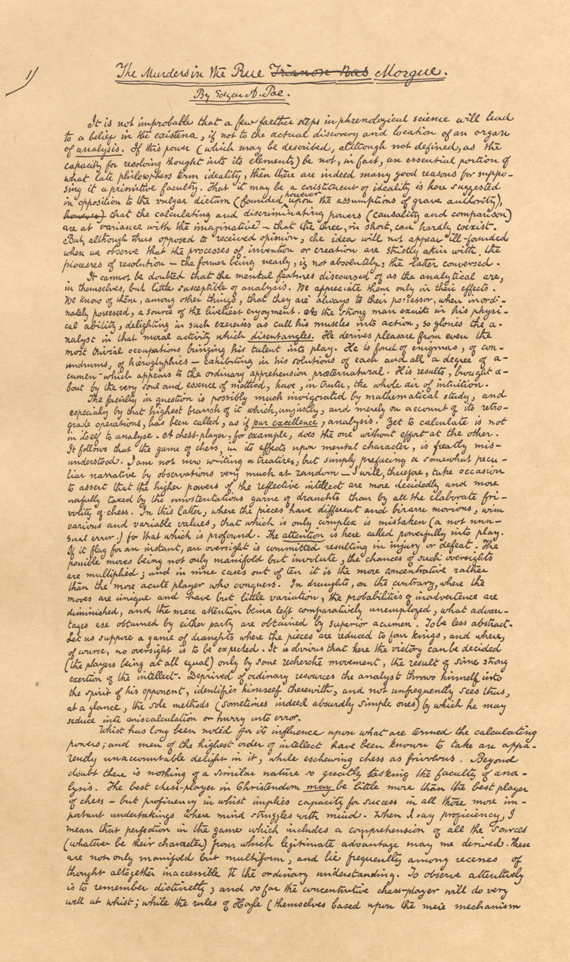
Faksimile des Manuskripts von Poe

Poe änderte den Titel im Manuskript von The Murders in the Rue Trianon Bas mit einer suggestiven Alliteration in The Murders in the Rue Morgue und ließ damit stärker den Bereich des Grauenvollen oder der Morbidität anklingen. Anders als in einer reinen Sensations- oder Schauergeschichte besteht die ursprüngliche Fassung des Textes jedoch aus einem Motto, das Sir Thomas Brownes Hydriotaphia or Urne Buriall (1658) entnommen ist, gefolgt von einer pseudo-wissenschaftlichen Abhandlung über die Fähigkeiten des analytischen Geistes („analytical mind“) und schließlich der eigentlichen Erzählung, die nach Aussagen des Erzählers eine Erläuterung zu den Thesen des vorangestellten Traktats liefert („a commentary upon the propositions just advanced“). Das anfängliche Motto illustriert gleichermaßen das Thema der Erkenntnisfähigkeit des menschlichen Verstandes; Sir Thomas Browne repräsentierte zu Zeiten Poes als naturwissenschaftlicher Gelehrter, Arzt und homo religiosus vor allem die Überbrückung des Konflikts von Glauben und Wissen.
Im Aufbau ähnelt Poes ursprüngliche Gesamtgeschichte einer Erbauungspredigt über die Perfektionsfähigkeit des menschlichen Geistes und dessen Anwendung mit den strukturellen Bestandteilen Text, Explicatio, Applicatio und Koda. Eine ähnliche Übernahme von Predigtformen findet sich nicht nur in zahlreichen Essays des 18. und 19. Jahrhunderts, sondern nimmt auch in Melvilles Moby-Dick im Kapitel IX, „The Sermon“, eine besondere Stellung ein. In späteren Ausgaben und Abdrucken von The Murders in the Rue Morgue werden das Motto und die Abhandlung zu Beginn häufig ausgelassen; damit entfällt entgegen der ursprünglichen Absicht Poes dieses Element der Predigtform.
Als Magazinschreiber und -herausgeber hatte Poe in einem Brief an Thomas W. White am 30. April 1835 bereits dargelegt, dass er als Schriftsteller auf den schlechten Geschmack des Lesepublikums Rücksicht nehmen und daher zu Übersteigerungen und Verflachungen greifen müsse. Als Hauptfigur wird Dupin dementsprechend von Poe durchaus widersprüchlich angelegt und geschildert; der ihm zugeschriebene Zweiseelen-Mythos („Bi-Part Soul“, S. 121) dient auf diesem Hintergrund vor allem dazu, metaphysische Spekulationen anzuregen und Tiefsinn für ein gebildeteres Lesepublikum vorzutäuschen.
Einerseits enthält die Charakterisierung Dupins auffällige Verweise in die Romantik wie etwa die obskure Abgeschiedenheit seines Lebensstils oder das wunderliche Erscheinungsbild seiner dem Verfall sich nähernden Behausung, seine kulthafte Verehrung der Nacht um ihrer selbst willen („sable divinity“, S. 120), die häufig phantastisch anmutende Düsterhaftigkeit seiner Stimmung oder seine Launenhaftigkeit, Marotten und bizarren Einfälle. Andererseits liegt seiner detektivischen Tätigkeit nicht nur außergewöhnliche Intelligenz und ein logisches Kombinationsvermögen zugrunde, sondern gleichermaßen die grundsätzliche Überzeugung, dass bei der Suche nach der Wahrheit ein methodisch geschultes Vorgehen zwingend erforderlich sei (S. 131). Damit kommt zugleich sein rationaler Fortschrittsglaube zum Ausdruck, der auch am Schluss bestätigt wird: Dupin wendet sich hier eindeutig gegen die Überbetonung der Fantasie und damit gleichzeitig der Romantik, indem er ein Rousseau-Zitat verwendet, um den unfähigen Polizeipräfekten zu kennzeichnen.
Die Widersprüchlichkeit in der Anlage der Zwei-Seelen-Gestalt Dupins wird von Poe im Sinne des zuvor dargestellten single effect zudem erzähltechnisch aufgelöst durch die Suggestion der besonderen analytischen Erkenntnisfähigkeiten dieser Figur.
Eine Inspiration für die überraschende Wendung in der Auflösung des Mordfalls erhielt Poe wahrscheinlich durch die Reaktionen der Zuschauermenge auf die Ausstellung eines riesigen, rot behaarten Orang-Utans in der Masonic Hall in Philadelphia im Juli 1839.

## Wirkungsgeschichte
Poes 1841 erschienene Kurzgeschichte gilt als Prototyp des im 19. Jahrhundert entstehenden Genres der Detektivgeschichte und als eine der ersten Geschichten, die sich der Technik des „verschlossenen Raumes“ bedient. Dupin tritt als Hauptfigur nochmals 1842 in Das Geheimnis der Marie Rogêt (The Mystery of Marie Rogêt) und 1844 in Der entwendete Brief (The Purloined Letter) auf. Die Konstellation des Dupin assistierenden Ich-Erzählers, der zwischen dem genialen Detektiv und dem Leser vermittelt, und der Aufbau der Kurzgeschichte (Demonstration von Dupins detektivischen Fähigkeiten, Verbrechen und erfolglose Ermittlungen der Polizei, Besichtigung des Tatorts, Ermittlung und spektakuläre Auflösung) bieten die erfolgreiche Konzeption für nahezu jede folgende Detektivgeschichte, wie zum Beispiel für Arthur Conan Doyle, der 45 Jahre später mit seiner Figur des (Dupin sehr ähnlichen) Sherlock Holmes diese Komposition noch weiter differenzierte. Auch als Typ des „Amateurdetektivs“, der mit Verachtung auf die Polizei hinabschaut, ist Dupin der Vorläufer für viele spätere Detektivgestalten. Unmittelbarere Wirkung hatte das Werk auf Israel Zangwill, dessen The Big Bow Mistery heute ebenfalls als Klassiker des Krimi-Genres bezeichnet wird. Das Motiv des Mordes hinter verschlossenen Türen tauchte zwar erstmals bei Poe auf, Zangwill beeinflusste aber direkt Gaston Leroux mit Das Geheimnis des gelben Zimmers (1904).
Allerdings sei Poes Werk, so Richard Gerber, eben noch mit den Makeln einer Frühgeburt behaftet; Poes Erzählung etabliere zwar einen neuen Typ, aber verkörpern ihn nur ungenügend: „Seine Kreation war eine nur halb lebensfähige Frühgeburt“ und hatte daher beim Publikum wenig Resonanz. Im Wesentlichen fehlte noch der die logischen Schlussfolgerungen ergänzende persönliche Einsatz bis hin zur physischen Konfrontation mit dem Verbrecher. Denn das „Herz des Kriminalroman“ sei „die menschliche Kraft, die das Verbrechen und den Verbrecher unter Aufbietung aller geistigen und körperlichen Gaben von Anfang an gezielt bekämpft und am Schluss erledigt.“
Poes Geschichte weicht vom späteren Schema der klassischen Detektivgeschichte an verschiedenen Punkten ab: So stellt sich der vermeintliche Doppelmord am Ende als Tat eines wild gewordenen Tiers und damit als Unglücksfall, nicht aber als ein Verbrechen mit einem Motiv und einem menschlichen Täter heraus. Zudem gibt es statt zahlreicher Verdächtiger nur einen einzigen, der zudem eigentlich nie wirklich verdächtig ist. Die Spannung erwächst in Poes eher „akzidentieller“ Detektivgeschichte daher nicht aus dem „Mitraten“ beim Lesen, sondern aus dem „bewundernden Nachvollzug“ der Gedankengänge Dupins.
Wie bereits oben dargestellt, deuten Dupins Vergötterung der Nacht und Dunkelheit („The sable divinity“) und seine bizarren Eigenschaften zurück auf die literarische Romantik. Seine Tätigkeit als Amateurdetektiv, der den Glauben an die menschliche Vernunft personifiziert und der Pariser Polizei weit überlegen ist, bringt dagegen einen rationalen Fortschrittsglauben zum Ausdruck. The Murders in the Rue Morgue ist nach den vorangegangenen Kurzgeschichten, die wie beispielsweise Ligeia oder The Fall of the House of Usher noch weitgehend in der gothic tradition der Schauergeschichte standen, die erste bedeutende Erzählung Poes, in der die Thematisierung der analytischen Verstandeskräfte (analytic mind) im Vordergrund steht. Die Geschichte zeigt die Pole, zwischen denen Poes Werk in den größeren Zusammenhängen des 19. Jahrhunderts angesiedelt ist: die Auseinandersetzung zwischen Rationalität und Irrationalität, zwischen dem Aufkommen der Naturwissenschaften und den nicht zu verdrängenden romantischen Empfindungen. Am Ende der Geschichte wendet sich Dupin gegen die Überbetonung der Phantasie und damit der Romantik, indem er den unfähigen, eher lächerlich wirkenden Pariser Polizeipräfekten mit einem Rousseau-Zitat beschreibt.

## Deutsche Übersetzungen (Auswahl)
- 1854: unbekannter Übersetzer: Ein geheimnisvoller Doppelmord. Aus den Causes célébres von Zaniacomi Rath am Pariser Cassationshofe. In: Berliner Gerichts-Zeitung vom 4.–16. März 1854, Berlin.[18]
- 1857: unbekannter Übersetzer: Geheimniß. Eine Criminalgeschichte. In: Die illustrirte Welt.[18]
- ca. 1873: Auguste Scheibe: Der Mord in der Rue Morgue. Oldenbourg, München
- ca. 1890: Alfred Mürenberg: Der zweifache Mord in der Rue Morgue. Spemann, Stuttgart.
- 1896: unbekannter Übersetzer: Die Morde in der Morgue-Straße. Hendel, Halle/S.
- um 1900: Johanna Möllenhoff: Die Mordtaten in der Rue Morgue. Reclams Universal-Bibliothek, Leipzig.
- 1901: Hedda Moeller und Hedwig Lachmann: Der Mord in der Spitalgasse. J.C.C. Bruns, Minden.
- 1909: Bodo Wildberg: Die Mordtaten in der Rue Morgue. Buchverlag für das Deutsche Haus, Berlin.
- 1922: Gisela Etzel: Der Doppelmord in der Rue Morgue. Propyläen, München
- 1922: Hans Kauders: Der Mord in der Rue Morgue. Rösl & Cie., München.
- 1923: Wilhelm Cremer: Die Mordtat in de Rue Morgue. Verlag der Schiller-Buchhandlung, Berlin.
- ca. 1925: Bernhard Bernson: Der Doppelmord in der Rue Morgue. Josef Singer Verlag, Straßburg.
- 1925: unbekannter Übersetzer: Die Mordtat in der Rue Morgue. Mieth, Berlin.
- 1927: Julius Emil Gaul: Die Morde in der Rue Morgue. Rhein-Elbe-Verlag, Hamburg.
- ca. 1930: Fanny Fitting: Mord in der Rue Morgue. Fikentscher, Leipzig.
- 1948: Ruth Haemmerling und Konrad Haemmerling: Der Doppelmord in der Rue Morgue. Schlösser Verlag, Braunschweig.
- 1953: Richard Mummendey: Die Mordtaten in der Rue Morgue. Hundt, Hattingen.
- 1953: Günther Steinig: Der Doppelmord in der Rue Morgue. Dietrich’sche Verlagsbuchhandlung, Leipzig.
- 1955: Arthur Seiffart: Der Doppelmord in der Rue Morgue. Tauchnitz Verlag, Stuttgart.
- 1966: Hans Wollschläger: Die Morde in der Rue Morgue. Walter Verlag, Freiburg i. Br.
- 1989: Siegfried Schmitz: Die Morde in der Rue Morgue. Reclams Universal-Bibliothek, Stuttgart.
- 2017: Andreas Nohl: Der Doppelmord in der Rue Morgue. dtv, München.

## Adaptionen

### Filme
- 1908: Sherlock Holmes in the Great Murder Mystery eines unbekannten Regisseurs (Inhalt: Poes Erzählung, aber statt Dupin, Sherlock Holmes als Protagonist)
- 1914: The Murders in the Rue Morgue von Regisseur Robert Goodman
- 1928: The Leopard Lady von Regisseur Rupert Julian
- 1932: Mord in der Rue Morgue von Regisseur Robert Florey
- 1951: The Man With a Cloak von Regisseur Fletcher Markle
- 1954: Der Würger von Paris von Regisseur Roy Del Ruth
- 1968: Episode 35 der britischen TV-Serie Detective
- 1971: Mord in der Rue Morgue von Regisseur Gordon Hessler
- 1973: Le Double Assassinat de la rue Morgue, Fernsehfilm unter der Regie von Jacques Nahum
- 1975: Murders in the Rue Morgue von der Encyclopædia Britannica Educational Corporation
- 1986: The Murders in the Rue Morgue, Fernsehfilm unter der Regie von Jeannot Szwarc

### Bücher
- 1984/85: New Murders in the Rue Morgue, eine Erzählung des britischen Schriftstellers Clive Barker im Band 2 von Bücher des Blutes

### Hörspiele in Deutsch
- 1946: Der Mord in der Rue Morgue. Produzent: Radio München. Regie und Sprecher sind nicht mehr bekannt.
- 1956: Der Doppelmord in der Rue Morgue. Produzent: WDR. Regie: Raoul Wolfgang Schnell. Sprecher: Ernst Ginsberg, Dietmar Schönherr, Arthur Mentz, Heinz Schimmelpfennig, Lilly Towska u. a.
- 1965: Der Mord in der Rue Morgue. Produzent: BR. Regie: Edmund Steinberger. Sprecher: Horst Tappert, Erik Jelde, Christian Marschall, Christian Wolff, Wolf Euba u. a.
- 1991: Der Doppelmord in der Rue Morgue. Produzent: Rundfunk der DDR. Regie: Jörg-Michael Koerbl. Sprecher: Florian Martens, Sven-Erik Just, Klaus Piontek, Horst Lebinsky, Michael Kind u. a.
- 2003: Der Doppelmord in der Rue Morgue, Folge 7 aus der Hörspielreihe Edgar Allan Poe, Sprecher u. a. Ulrich Pleitgen und Iris Berben
- 2007: Der Doppelmord in der Rue Morgue. Produzent: Maritim-Verlag. Regie: Dennis Hoffmann. Sprecher: Frank Glaubrecht, Volker Brandt, Gerd Baltus, Christian Rode u. a.
- 2013: Der Doppelmord in der Rue Morgue. Produzent: Die Mediabühne. Regie: Annelie Krügel. Sprecher: Till Hagen, Sascha Rotermund, Peter Kirchberger, Christian Rudolf.
- 2015: Der Mann in Orange (in der Reihe Sherlock Holmes & Co.). Produzent: Romantruhe Audio. Sprecher: Douglas Welbat, Manfred Lehmann, Uve Teschner, Helmut Krauss, Gabi Libbach, Merete Brettschneider, Martin Sabel u. a.

### Musik
- 1981: Murders in the Rue Morgue, ein Lied der britischen Heavy-Metal-Band Iron Maiden auf dem Album Killers.